# Thalassodes zebrata
Thalassodes zebrata är en fjärilsart som beskrevs av W. Warren 1906. Thalassodes zebrata ingår i släktet Thalassodes och familjen mätare. Inga underarter finns listade i Catalogue of Life.